# Graphogaster anomalon
Graphogaster anomalon är en tvåvingeart som först beskrevs av Paul Ernst Emil Sintenis 1897.  Graphogaster anomalon ingår i släktet Graphogaster och familjen parasitflugor. Inga underarter finns listade i Catalogue of Life.